# Valentyn Mel'nyčuk
Valentyn Fedorovyč Mel'nyčuk (in ucraino Валентин Федорович Мельничук?; 16 aprile 1940) è un allenatore di pallacanestro ucraino.
È anche noto con la traslitterazione Valentin Melnychuk.

## Carriera
Ha guidato la Nazionale di pallacanestro del Portogallo per 7 anni, per un totale di 96 partite, partecipando inoltre agli Europei 2007. In precedenza aveva allenato per 31 volte le selezioni giovanili delle nazionali portoghesi.
È poi stato capo allenatore dell'Ucraina, ed ha chiuso la carriera nel 2010 al Penafiel nella seconda serie portoghese.